# 拒馬

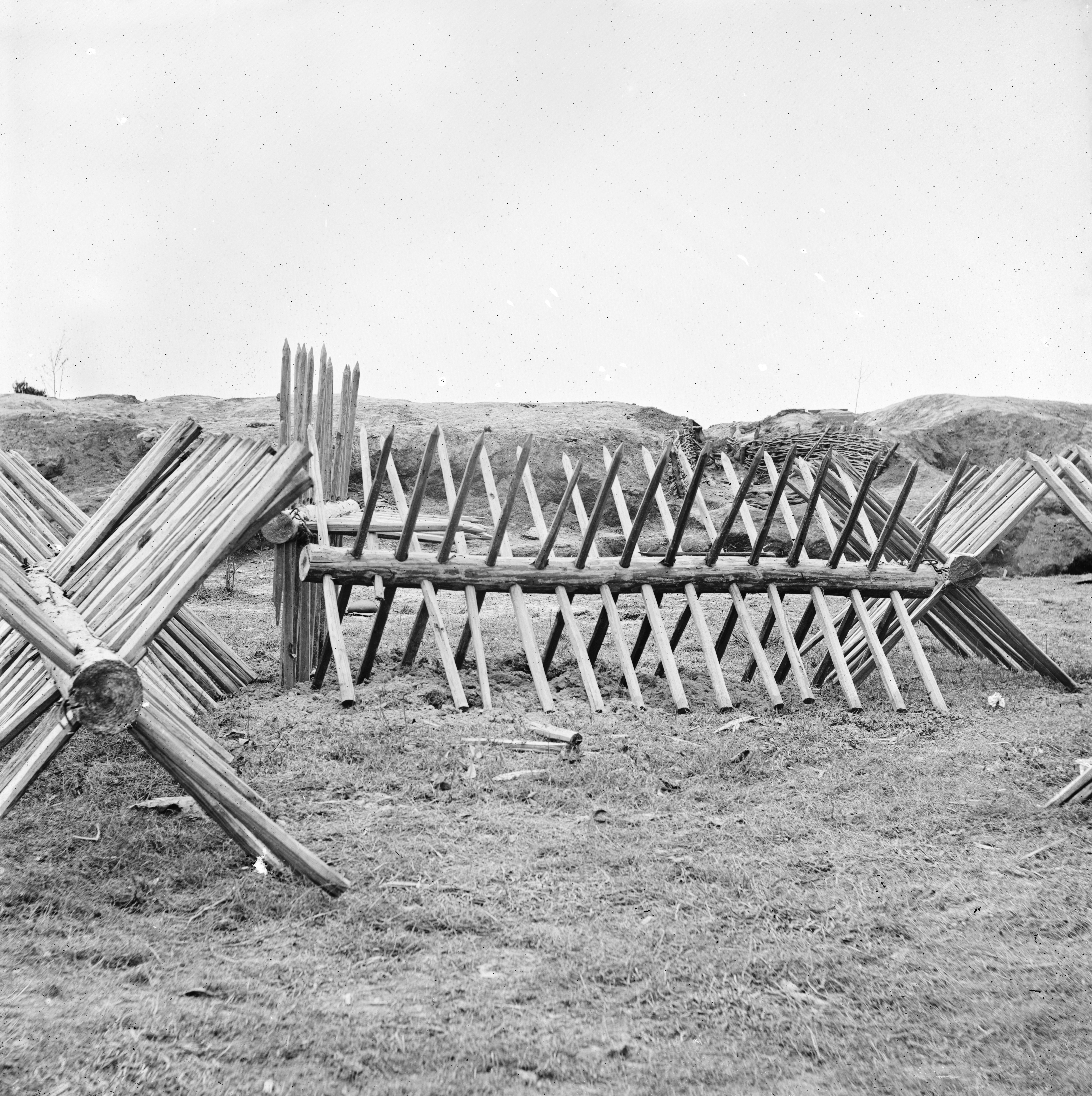
美國南北戰爭時的拒馬，結構與近守拒馬鹿角槍相同。

拒馬（法語：Cheval de frise）是機動式路障的一種，在英文中，西式拒马意为“弗里西亞之马”。
在中國古代架起長槍或與木柱搭配作成障礙物用以防禦敵方騎兵的進攻，稱為「拒馬槍」。三支交干相貫，以鐵為索固定的為「遠馱固營拒馬槍」。橫一大木，大木長短不一，上穿九至十支鐵槍，稱作「近守拒馬鹿角槍」。類似的防禦工事在西方亦有。
現代的拒馬則改為由鐵架與鐵絲網所組成，故又稱為「鐵拒馬」，用途也更為廣泛。除了在軍事上的使用外，在鎮暴維安行動上也會使用，有隔離及阻擋人車的作用。而且現代的拒馬有些還設計有走輪，機動力強，2～4人即可在極短的時間內架設完成。但因重量較輕，所以有時還會加釘短樁於地上。